# Pascal Elbé
Pascal El-Bez, dit Pascal Elbé (nascut el 13 de març de 1967) és un actor, director i guionista francès.

## Biografia
Pascal Elbé va néixer a Colmar, Alt Rin, França, en una família d'immigrants jueus de classe mitjana d'Algèria. Es va criar a Estrasburg. Als 18 anys es va traslladar a París per estudiar interpretació.
Després de diversos anys als escenaris, Pascal Elbé va entrar al cinema l'any 1995 signant amb Gérard Pullicino el guió de la pel·lícula fantàstica Babel. Un any més tard, va debutar davant la càmera a Fallait pas !..., una comèdia dirigida per Gérard Jugnot. Especialitzat en el registre del còmic, Pascal Elbé va fer tres gires sota la direcció d'Ariel Zeitoun (XXL, Bimboland, Le Dernier Gang), després es va distingir en "pel·lícules d'amics" com Les Parasites (1999), Le Raid (2002) Nos amis les flics (2004), i Trois Amis (2007).
El 2003, va interpretar un dels tres fills de Philippe Noiret a Père et Fils de Michel Boujenah de la qual va també és coescriptor. Aquesta actuació, al costat de Charles Berling i Bruno Putzulu, li va valer una nominació al la 29a cerimònia dels Premis César pel César al millor actor revelació.
L'any 2006, Roschdy Zem el va demanar per retratar el seu millor amic de la fe jueva en la seva primera producció titulada Mauvaise Foi, de la qual va ser, a més, coguionista. El trobem l'any següent als crèdits del primer llargmetratge de Carine Tardieu, La Tête de Maman, al costat de Karin Viard i Kad Merad. El 2007 va actuar a Trois Amis, el 2008 a Mes amis, mes amours, Comme les autres i L'Emmerdeur de Francis Veber. El 2009 debuta com a director amb Tête de Turc. El 2012 participa a Le Fils de l'autre  i el 2014 presenta el documental Israël à la croisée des mondes a D8, un programa que mostra un “ nova cara” d'Israel.
Pascal Elbé pateix sordesa parcial des dels 42 anys. Havia d'aprendre a conviure amb audiòfons. Va decidir explicar la seva experiència de sordesa en una comèdia romàntica titulada "On est fait pour s'entendre", on interpreta un professor que es fa amic d'un veí. Va dir que la seva discapacitat li va permetre escoltar més els altres i tornar-se més sensible.
El 2024 va dirigir i actuar a la pel·lícula La Bonne Étoile, amb Benoît Poelvoorde, Audrey Lamy i Elsa Zylberstein. Es tracta d’una comèdia dramàtica, i té com a tema l'estereotip sobre els jueus durant la Segona Guerra Mundial a França. La història és la d'un lladre, poc valent i poc intel·ligent, que intenta fugir de la zona ocupada fent-se passar per jueu, pensant que es beneficiaria de l'ajuda dels contrabandistes. El rodatge va durar dos mesos als Vosges.

## Vida personal
Elbé estava casat anteriorment amb Beatrice Elbé; es van separar el 2014 després de vint-i-dos anys junts. Tenen un fill junts, en Leo.

## Filmografia

### Com a actor

#### Cinema
- 1996 : Fallait pas !… de Gérard Jugnot
- 1997 : XXL d'Ariel Zeitoun : François Stern
- 1998 : Bimboland d'Ariel Zeitoun : l'infirmier
- 1999 : Tout baigne ! d'Éric Civanyan : Mr Boulaouane
- 1999 : Les Parasites de Philippe de Chauveron : Benoit
- 2000 : Vive nous ! de Camille de Casabianca : Marc
- 2001 : Vertiges de l'amour de Lionel Chouchan : Benoit
- 2002 : Le Raid de Djamel Bensalah : Mathias Morin
- 2003 : Père et Fils de Michel Boujenah : Simon
- 2004 : Nos amis les flics de Bob Swaim : Perrac
- 2004 : Tout pour plaire de Cécile Telerman : Simon
- 2005 : Les Mauvais Joueurs de Frédéric Balekdjian : Vahé Krikorian
- 2005 : L'Amour aux trousses de Philippe de Chauveron : Paul
- 2005 : Le Cactus de Gérard Bitton et Michel Munz : Sami
- 2006 : Le Héros de la famille de Thierry Klifa : Paul
- 2006 : Mauvaise Foi de Roschdy Zem : Milou
- 2007 : La Tête de maman de Carine Tardieu : Antoine Gotchac
- 2007 : U.V. de Gilles Paquet-Brenner : André-Pierre Vauvenargues
- 2007 : Trois Amis de Michel Boujenah : César
- 2007 : Le Dernier Gang d'Ariel Zeitoun : Giraud
- 2008 : Cortex de Nicolas Boukhrief :  Dr Chenot
- 2008 : Un cœur simple de Marion Laine : Théodore
- 2008 : Les Insoumis de Claude-Michel Rome : Jean-Ba
- 2008 : Mes amis, mes amours de Lorraine Lévy : Antoine
- 2008 : Comme les autres de Vincent Garenq : Philippe
- 2008 : L'Emmerdeur de Francis Veber :  Edgar Wolf
- 2009 : Romaine par moins 30 d'Agnès Obadia : Justin
- 2009 : Quelque chose à te dire de Cécile Telerman : Antoine Celliers
- 2009 : Neuilly sa mère de Gabriel Julien-Laferrière
- 2010 : Tête de turc de Pascal Elbé : Simon
- 2010 :  Comme les cinq doigts de la main d'Alexandre Arcady : Jonathan Hayoun
- 2011 : RIF de Franck Mancuso : Bertrand Barthélémy
- 2012 : La Cerise sur le gâteau de Laura Morante : Antoine
- 2012 : Le Fils de l'autre de Lorraine Lévy : Alon Silberg
- 2013 : Les Invincibles de Frédéric Berthe : Maître d'Alembert
- 2013 : Corto (court métrage) d'Alexis de Vigan
- 2014 : Piégé de Yannick Saillet : Denis Guillard
- 2014 : 24 jours d'Alexandre Arcady : Didier Halimi
- 2014 : Sous les jupes des filles d'Audrey Dana : l'avocat
- 2015 : Lorsque l'amour sera mort, court métrage d'Érick Zonca
- 2016 : Zootopie de Byron Howard, Rich Moore et Jareb Bush : Chef Bogo (voix française)
- 2016 : Le Cœur en braille de Michel Boujenah : le père de Victor
- 2017 : L'Araignée Rouge de Franck Florino : Fabien Delbarre
- 2017 : Knock de Lorraine Lévy : Lansky
- 2018: Pour vivre heureux de Salima Sarah Glamine et Dimitri Linder : Karim
- 2018 : Brillantissime de Michèle Laroque : Max
- 2018 : Vaurien de Mehdi Senoussi : le commissaire
- 2019 : Just a Gigolo d'Olivier Baroux : Daniel
- 2019 : Rendez-vous chez les Malawas de James Huth : Léo Poli
- 2021 : On est fait pour s'entendre de Pascal Elbé : Antoine
- 2021 : Rose d'Aurélie Saada : Laurent
- 2023 : Ma langue au chat de Cécile Telerman : Daniel
- 2023 : Le Petit Blond de la Casbah d'Alexandre Arcady : Jacob
- 2025 : La Bonne étoile de Pascal Elbé

#### Televisió
- 1995 : Chauds Les Vamps de Christian Auxemery i Pascal Duchêne : El director de France 2
- 1996 : Les Chiens ne font pas des chats d'Ariel Zeitoun : Simon
- 2000 : Mes pires potes de Nagui (sèrie de televisió) : Simon
- 2000 : H d'Éric Lartigau : episodi Une histoire de film : el suicida
- 2006 : Le porte bonheur de Laurent Dussaux
- 2012 : La Solitude du pouvoir de Josée Dayan : Pierre Vasseur
- 2014 : Israël, à la croisée des mondes (documental) : ell mateix
- 2015 : Une chance de trop de François Velle : Richard Millot
- 2016 : Le Mec de la tombe d'à côté d'Agnès Obadia : Benoit
- 2018 : Les Bracelets rouges de Nicolas Cuche : Yves
- 2018 - 2020 : Baron noir (temporades 2 i 3) de Ziad Doueiri : Stéphane Thorigny
- 2018 : Maman a tort de François Velle : Papy
- 2018 : Mystère à la Sorbonne de Léa Fazer : César Garbot
- 2022 : Jeux d'influence, temporada 2 de Jean-Xavier de Lestrade : Serge Walder
- 2022 : Tous Inconnus  de Nicolas Hourès :  Lui-même
- 2024 : L'École des espions d'Elsa Bennett : Philippe Lombard

### Com a guionista
- 2003 : Père et Fils de Michel Boujenah, coguionista amb Michel Boujenah i Edmond Bensimon
- 2006 : Mauvaise Foi de Roschdy Zem, coguionista amb Roschdy Zem
- 2007 : Trois amis de Michel Boujenah, coguionista amb Michel Boujenah
- 2010 : Tête de turc, d'ell mateix
- 2015 : Je compte sur vous, d'ell mateix
- 2021 : On est fait pour s'entendre, d'ell mateix

### Com a director
- 2010 : Tête de turc
- 2015 : Je compte sur vous
- 2021 : On est fait pour s'entendre
- 2025 : La Bonne étoile